# Свазиленд на Светском првенству у атлетици на отвореном 2011.
Свазиленд је учествовао на 13. Светском првенству у атлетици на отвореном 2011. одржаном у Тегу од 27. августа до 4. септембра учествовао тринаести пут, односно учествовао је на свим првенствима до данас. Репрезентацију Свазиленда представљала су 2 такмичара (1 мушкарац и 1 жена) који су се такмичили у 2 дисциплине (1 мушка и 1 женска).,
На овом првенству такмичари Свазиленда нису освојили ниједну медаљу али су оборили 1 национални и 2 лична рекорда.

## Учесници
| Мушкарци: - Сибусисо Матсенџва — 200 м | Жене: - Фумлиле Ндзиниса — 200 м |

## Резултати

### Мушкарци
| Атлетичар          | Дисциплина | Лични рекорд | Квалификације | Квалификације | Полуфинале           | Полуфинале           | Финале               | Финале       | Детаљи |
| Атлетичар          | Дисциплина | Лични рекорд | Резултат      | Место         | Резултат             | Место                | Резултат             | Место        | Детаљи |
| ------------------ | ---------- | ------------ | ------------- | ------------- | -------------------- | -------------------- | -------------------- | ------------ | ------ |
| Сибусисо Матсенџва | 200 м      | 21,93        | 21,29 ЛР      | 7. у гр. 1    | Није се квалификовао | Није се квалификовао | Није се квалификовао | 47 / 53 (54) |        |

### Жене
| Атлетичарка      | Дисциплина | Лични рекорд | Квалификације | Квалификације | Полуфинале            | Полуфинале            | Финале                | Финале       | Детаљи |
| Атлетичарка      | Дисциплина | Лични рекорд | Резултат      | Место         | Резултат              | Место                 | Резултат              | Место        | Детаљи |
| ---------------- | ---------- | ------------ | ------------- | ------------- | --------------------- | --------------------- | --------------------- | ------------ | ------ |
| Фумлиле Ндзиниса | 200 м      | 24,83        | 24,15 НР      | 7. у гр. 3    | Није се квалификовала | Није се квалификовала | Није се квалификовала | 35 / 37 (40) |        |